# Telele

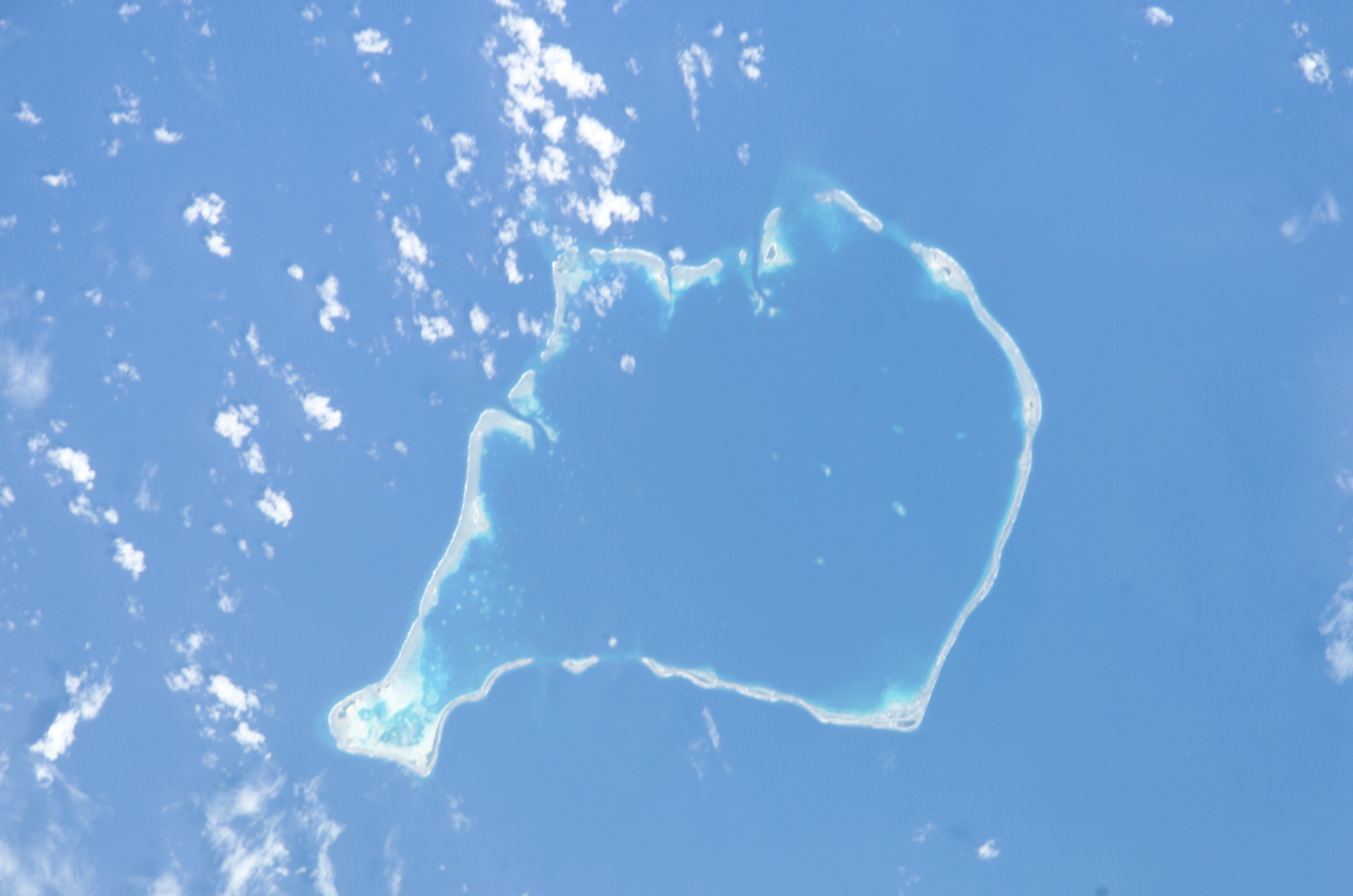
Atol de Funafuti

Telele é uma ilha do atol de Funafuti, do país de Tuvalu.